# 和泉 (川崎市)

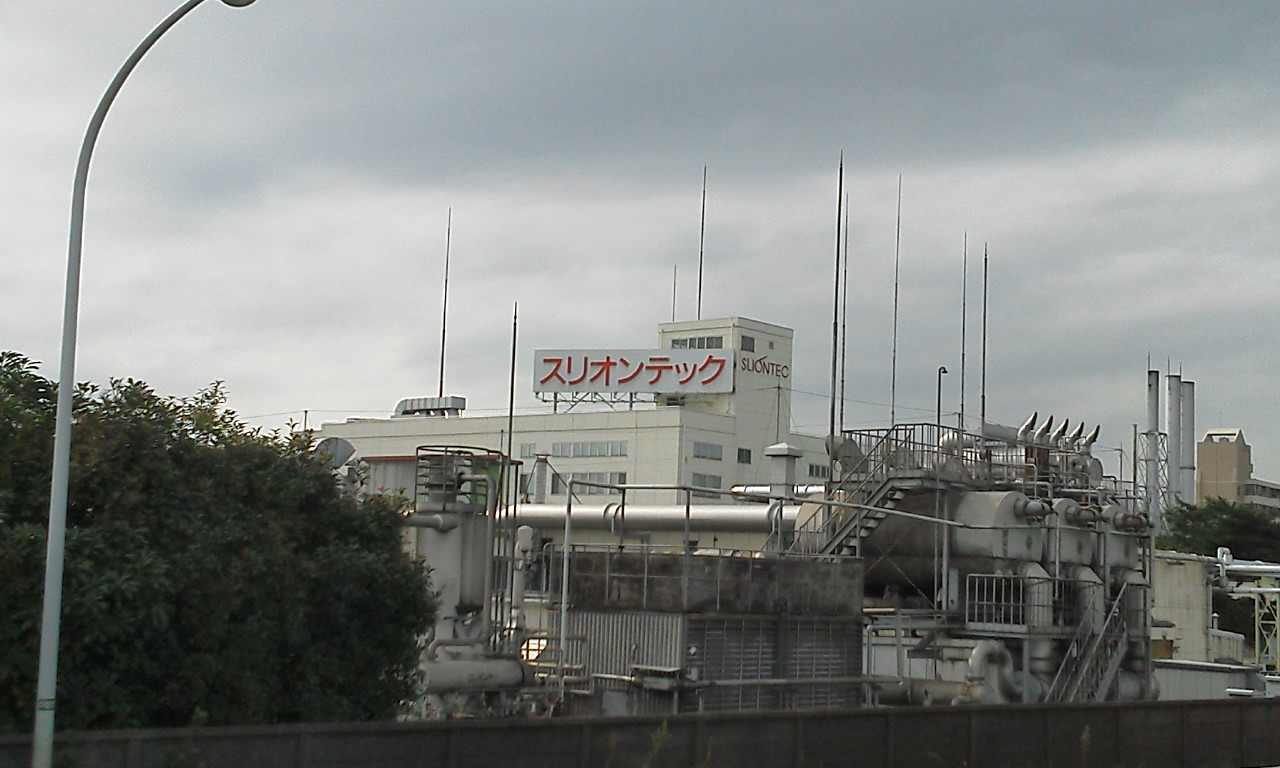
マクセルスリオンテックの工場（2011年10月2日撮影）

和泉（いずみ）は、神奈川県川崎市多摩区の大字。2022年1月28日現在、住居表示は未実施。この町域独自の郵便番号は存在しない。面積は0.085km²、2024年12月31日時点での人口（住民基本台帳と外国人登録を基準として）は、0人（0世帯）である。

## 地理
多摩区の北部に所在し、約3分の2を多摩川の河川敷や堤防が占めている。残りの堤内地はマクセルスリオンテック事業本部の工場敷地となっており、人家はない。
和泉は北東端で多摩川を挟んで東京都狛江市元和泉と、南端では登戸と、西端では中野島と接する（特記のない町域は多摩区）。

## 歴史
江戸時代の当地は対岸と同じ多摩郡和泉村に属しており、多摩川の流路が北寄りに変化したことにより、当地が飛地となった。その後、明治末に府県境が変更され、当地は神奈川県に属することとなった。ただ、「西南河原」という小字が示すように、多摩川の氾濫原であり、人家や田畑としての土地利用ができず、雑木林となっていた。そのため、「薪場」と呼ばれ、薪を採取する入会地となっていた。堤防の整備がなされてからは、戦時中に菅原電気（現マクセルホールディングス）の工場が建設され、これは現在まで操業を続けている。

### 町名の由来
現在の狛江市側にある泉龍寺の湧き水を村に用水として引いたことに由来する。古くは「出水」とも表記された。

### 沿革
- 江戸時代 - 当地は多摩郡和泉村の飛地であった。
- 1889年（明治22年） - 和泉村などが合併して狛江村が成立。当地は東京府北多摩郡狛江村大字和泉の飛地となる。
- 1912年（明治45年） - 府県境が変更され、当地は神奈川県橘樹郡稲田村に編入される[7]。
- 1932年（昭和7年） - 稲田村が町制を施行し、稲田町となる。
- 1933年（昭和8年） - 多摩川に堤防が築かれる[6]。
- 1938年（昭和13年） - 稲田町が川崎市に編入される。川崎市和泉となる。
- 1941年（昭和16年） - 菅原電気（現マクセルホールディングス）の工場が建設される。
- 1972年（昭和47年） - 川崎市が政令指定都市に移行、当地は多摩区和泉となる。
- 1990年（平成2年） - 川崎市住宅供給公社により分譲マンションが建設され、住民のいる町となる[6]。
- 1991年（平成3年） - 隣接する中野島で住居表示が実施される[5]。前述のマンションも境界変更で中野島五丁目の一部となった[8]結果、和泉は再び人口ゼロの町域となった。

## 交通

### バス
当地を通る路線バスは存在しないが、近隣に「和泉」というバス停が設置されている。

### 道路
- 多摩沿線道路

## 施設
- マクセルスリオンテック事業本部（ただし、敷地が登戸にもまたがっており、住所は登戸となっている[9]）。

### 学区
公立の小中学校の学区は、和泉全域で川崎市立中野島小学校、川崎市立中野島中学校となっている。ただし、当地には小中学生を含め住民が現存しない（前述）。

## その他

### 日本郵便
- 郵便番号 : 214-0000[3]（集配局 : 登戸郵便局[11]）

### 警察
町内の警察の管轄区域は以下の通りである。
| 大字 | 番・番地等 | 警察署     | 交番・駐在所 |
| ---- | ---------- | ---------- | ------------ |
| 和泉 | 全域       | 多摩警察署 | 登戸駅前交番 |